# Resultados do Carnaval do Rio de Janeiro em 2008
Nesta página estão listados os resultados dos concursos de escolas de samba e de blocos de enredo do carnaval do Rio de Janeiro do ano de 2008. Os desfiles foram realizados entre os dias 2 e 9 de fevereiro de 2008.
A Beija-Flor conquistou seu 11.º título na elite do carnaval carioca. A escola realizou um desfile sobre o município de Macapá. O enredo "Macapaba: Equinócio Solar, Viagens Fantásticas ao Meio do Mundo" foi desenvolvido pela Comissão de Carnaval da escola, formada por Alexandre Louzada, Fran Sérgio, Laíla e Ubiratan Silva. Este foi o sexto título conquistado pela Comissão de Carnaval da Beija-Flor desde quando foi criada, em 1998. Salgueiro foi o vice-campeão com um desfile sobre o Rio de Janeiro.
Recém promovida ao Grupo Especial, após vencer o Grupo A em 2007, a São Clemente foi rebaixada de volta para a segunda divisão. A escola foi penalizada por apresentar uma componente com a "genitália desnuda", o que é proibido pelo regulamento. Causou polêmica a ideia do carnavalesco Paulo Barros de apresentar uma alegoria sobre o holocausto no desfile da Viradouro. Ao tomar conhecimento do caso, a Federação Israelita entrou com ação na Justiça e a escola foi proibida de levar a alegoria para a avenida.
Império Serrano foi o campeão do Grupo A com um desfile sobre a cantora Carmen Miranda. Inocentes de Belford Roxo venceu o Grupo B com um desfile sobre o poder curativo das folhas. Unidos do Jacarezinho conquistou o Grupo C com um desfile em homenagem à escritora Maria Clara Machado. Acadêmicos do Sossego ganhou o Grupo D com um desfile sobre o Brasil Colonial. Imperial de Morro Agudo foi o campeão do Grupo E com um desfile sobre Ogum e a Cerveja. Entre os blocos de enredo, Boca de Siri venceu o Grupo 1; Favo de Acari conquistou o Grupo 2; e Mocidade Unida da Mineira foi o campeão do Grupo 3.

## Grupo Especial
O desfile do Grupo Especial foi organizado pela Liga Independente das Escolas de Samba do Rio de Janeiro (LIESA) e realizado no Sambódromo da Marquês de Sapucaí, a partir das 21 horas dos dias 3 e 4 de fevereiro de 2008. O grupo atingiu o número de doze escolas, considerado o ideal pela LIESA. Apenas uma agremiação passou a ser rebaixada.
Ordem dos desfiles
A ordem dos desfiles foi definida através de sorteio realizado no dia 18 de junho de 2007 na Cidade do Samba. Para equilibrar as forças, as escolas foram divididas em pares, sendo que, dentro dos pares, cada escola desfilaria em uma noite diferente. Os pares formados foram: Beija-Flor e Mangueira; Grande Rio e Viradouro; Unidos da Tijuca e Salgueiro; Vila Isabel e Portela; Imperatriz Leopoldinense e Porto da Pedra.

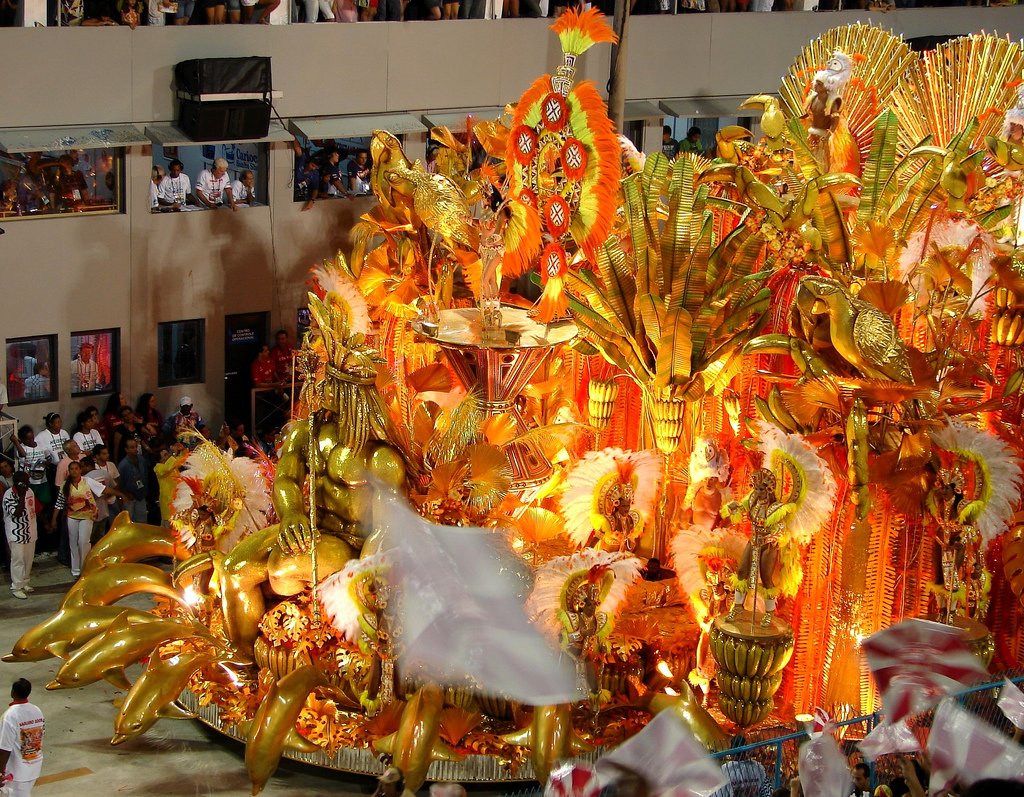
Desfile do Salgueiro em 2008. Escola foi vice-campeã com homenagem ao Rio de Janeiro.

Primeiro foi sorteada a noite de desfile de cada escola; depois foi sorteada a ordem de apresentação de cada noite. Após o sorteio foi permitido que as escolas negociassem a troca de posições dentro de cada noite. Sorteada para encerrar a primeira noite, a Porto da Pedra trocou de posição com a Viradouro. Mangueira e Portela também inverteram posições. Sorteada para encerrar a segunda noite, a Unidos da Tijuca trocou de posição com a Beija-Flor. Duas escolas tinham posições definidas e não participaram do sorteio: Campeã do Grupo A (segunda divisão) do ano anterior, a São Clemente ficou responsável por abrir a primeira noite; penúltima colocada do Grupo Especial no ano anterior, a Mocidade Independente de Padre Miguel ficou responsável por abrir a segunda noite.
| Domingo (03/02/2008) | Segunda-feira (04/02/2008) |
| 1. São Clemente 2. Unidos do Porto da Pedra 3. Acadêmicos do Salgueiro 4. Portela 5. Estação Primeira de Mangueira 6. Unidos do Viradouro | 1. Mocidade Independente de Padre Miguel 2. Unidos da Tijuca 3. Imperatriz Leopoldinense 4. Unidos de Vila Isabel 5. Acadêmicos do Grande Rio 6. Beija-Flor |

Quesitos e julgadores
Treze julgadores do ano anterior foram dispensados, dando lugar a novos jurados. Foram mantidos os dez quesitos de avaliação do ano anterior e a mesma quantidade de julgadores. A partir desse ano, as escolas foram proibidas de distribuir presentes aos julgadores. Um curso para os julgadores foi promovido na sede da LIESA nos dias 7, 15 e 22 de janeiro de 2008. O sorteio dos módulos que cada julgador ocuparia foi realizado no dia 28 de janeiro, na Cidade do Samba.
| Quesitos | Quesitos                     | Julgador 1                     | Julgador 2                          | Julgador 3                       | Julgador 4             |
| -------- | ---------------------------- | ------------------------------ | ----------------------------------- | -------------------------------- | ---------------------- |
|          | Samba-Enredo                 | Alice Serrano                  | Alexandre Augusto Ribeiro Wanderley | Marcelo Rodrigues                | Eri Galvão             |
|          | Harmonia                     | Nilton Rodrigues               | Evaldo Rui Tavares Santos           | Leandro Luís Vieira Oliveira     | Celia Souto            |
|          | Enredo                       | Flavio Freire Xavier           | Elizeu de Miranda Corrêa            | Luiz Antônio Araújo              | Mariza Maline          |
|          | Mestre-Sala e Porta-Bandeira | Tito Canha                     | Beatriz Badejo                      | Áurea Hämmerli                   | Ilclemar Nunes         |
|          | Fantasias                    | Carlos Arthur Gomes dos Santos | Drika Lucena                        | Regina Oliva                     | Ricardo Cavalcanti     |
|          | Evolução                     | Salete Lisboa                  | Carlos Pousa                        | Luís Eduardo Resende             | Paulo Melgaço          |
|          | Bateria                      | Leandro Osíris                 | Cláudio Luiz Matheus                | Jorge Gomes                      | Luiz Carlos Reis       |
|          | Alegorias e Adereços         | Bruno Chateaubriand            | Vitor Wanderley                     | Carlos Alberto de Araújo Marques | Walber Ângelo Freitas  |
|          | Conjunto                     | Sulamita Trzcina               | Daysy Guimarães                     | Wilson Martinez                  | Gustavo Pazos Quintans |
|          | Comissão de Frente           | Raphael David                  | João Wlamir                         | Rafaela Riveiro Ribeiro          | Paulo César Morato     |

### Classificação

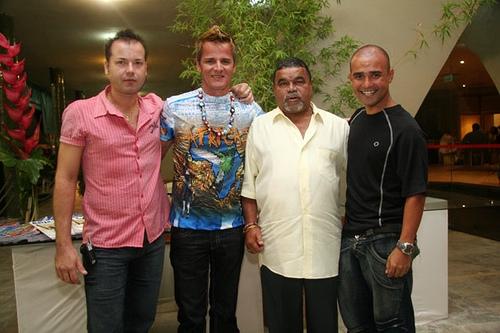
Da esquerda para direita: Fran Sérgio, Alexandre Louzada, Laíla e Ubiratan Silva. Integrantes da Comissão da Beija-Flor.

A Beija-Flor conquistou seu 11.º título de campeã do carnaval carioca. Foi o quinto título da escola em seis anos. Última escola a se apresentar pelo Grupo Especial, a Beija-Flor realizou um desfile sobre o município de Macapá, capital do Amapá. O enredo "Macapaba: Equinócio Solar, Viagens Fantásticas ao Meio do Mundo" foi desenvolvido pela Comissão de Carnaval da escola, formada por Alexandre Louzada, Fran Sérgio, Laíla e Ubiratan Silva. Louzada conquistou seu quarto título, sendo o terceiro consecutivo. O carnavalesco também foi campeão nos dois anos anteriores, sendo 2006 na Unidos de Vila Isabel e 2007 na Beija-Flor.
Acadêmicos do Salgueiro ficou com o vice-campeonato homenageando a cidade do Rio de Janeiro. Vice-campeã nos dois anos anteriores, a Grande Rio conquistou o terceiro lugar com um desfile sobre o gás e o município amazonense de Coari, conhecido como a "terra do gás". Com um desfile sobre a preservação da natureza, a Portela se classificou em quarto lugar, seu melhor resultado em dez anos. Desde 1998, a escola não participava do Desfile das Campeãs. Quinta colocada, a Unidos da Tijuca realizou um desfile sobre o ato de colecionar. Imperatriz Leopoldinense conquistou a última vaga do Desfile das Campeãs com um desfile sobre as Marias da vida de D. João VI. Tijuca e Imperatriz tiveram a mesma pontuação final. O desempate ocorreu no quesito Comissão de Frente, onde a escola tijucana teve notas maiores.

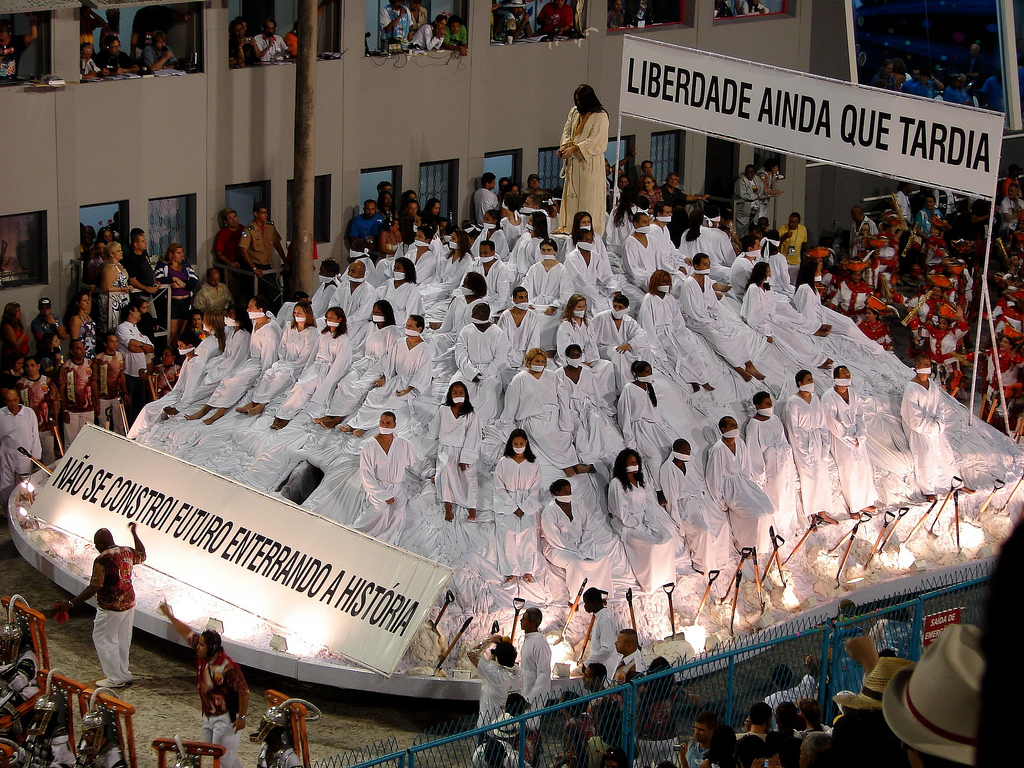
O polêmico carro da Viradouro que foi transformado num protesto contra censura.

Unidos do Viradouro foi a sétima colocada com um desfile sobre coisas que causam arrepio. A escola pretendia apresentar uma alegoria sobre o holocausto, com representações de cadáveres e um destaque vestido de Adolf Hitler. Ao tomar conhecimento do caso, a Federação Israelita entrou com ação na Justiça e a Viradouro foi proibida de levar a alegoria para a avenida. A dois dias do desfile, o carnavalesco Paulo Barros precisou reformular o carro alegórico. A solução encontrada foi transformar a alegoria num protesto a favor da liberdade de expressão. Na nova alegoria, diversos componentes vestiam branco e utilizavam um mordaça. O destaque que seria Hitler, desfilou como Tiradentes enforcado. A alegoria ainda apresentou duas faixas com as inscrições "Liberdade Ainda que Tardia" e "Não se Constrói Futuro Enterrando a História". Oitava colocada, a Mocidade Independente de Padre Miguel desfilou a visão utópica de Dom Sebastião sobre o Quinto Império em Portugal. Unidos de Vila Isabel se classificou em nono lugar com desfile sobre os trabalhadores brasileiros. Estação Primeira de Mangueira obteve seu pior resultado em quatorze anos ao se classificar em décimo lugar. A escola enfrentou uma forte chuva em seu desfile sobre o centenário do Frevo. Penúltima colocada, a Unidos do Porto da Pedra homenageou o centenário da imigração japonesa no Brasil. Recém promovida ao Grupo Especial, após vencer o Grupo A em 2007, a São Clemente foi rebaixada de volta à segunda divisão ao se classificar em último lugar. A escola contou de forma bem humorada a transferência da Família Real para o Brasil.

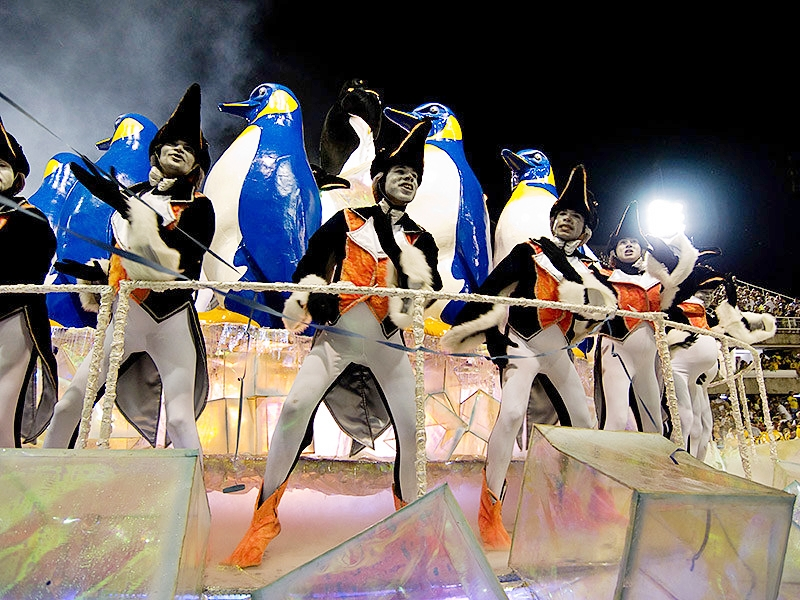
Desfile da Unidos da Tijuca em 2008. Escola foi premiada pelo Estandarte de Ouro.

| Legenda: Desfile das Campeãs Rebaixada para o Grupo A |

| Col. | Escola                                | Enredo                                                                                                   | Carnavalesco(a)                                        | Pontos | Desempate           |
| ---- | ------------------------------------- | --- | ------------------------------------------------------ | ------ | ------------------- |
| 1    | Beija-Flor                            | Macapaba: Equinócio Solar, Viagens Fantásticas ao Meio do Mundo                                          | Alexandre Louzada, Fran Sérgio, Laíla e Ubiratan Silva | 399,3  | -                   |
| 2    | Acadêmicos do Salgueiro               | O Rio de Janeiro Continua Sendo...                                                                       | Renato Lage e Márcia Lage                              | 398    | -                   |
| 3    | Acadêmicos do Grande Rio              | Do Verde de Coarí, Vem Meu Gás, Sapucaí!                                                                 | Roberto Szaniecki                                      | 396,9  | -                   |
| 4    | Portela                               | Reconstruindo a Natureza, Recriando a Vida: o Sonho Vira Realidade                                       | Cahê Rodrigues                                         | 396,8  | -                   |
| 5    | Unidos da Tijuca                      | Vou Juntando o que eu Quiser, Minha Mania Vale Ouro. Sou Tijuca, Trago a Arte Colecionando o Meu Tesouro | Luiz Carlos Bruno                                      | 396,5  | Comissão (39,8 pts) |
| 6    | Imperatriz Leopoldinense              | João e Marias                                                                                            | Rosa Magalhães                                         | 396,5  | Comissão (39,3 pts) |
| 7    | Unidos do Viradouro                   | É de Arrepiar                                                                                            | Paulo Barros                                           | 396    | -                   |
| 8    | Mocidade Independente de Padre Miguel | O Quinto Império: de Portugal ao Brasil, Uma Utopia na História                                          | Cid Carvalho                                           | 395,1  | -                   |
| 9    | Unidos de Vila Isabel                 | Trabalhadores do Brasil                                                                                  | Alex de Souza                                          | 394,6  | -                   |
| 10   | Estação Primeira de Mangueira         | 100 Anos do Frevo, É de Perder o Sapato. Recife Mandou Me Chamar...                                      | Max Lopes                                              | 393,9  | -                   |
| 11   | Unidos do Porto da Pedra              | 100 Anos de Imigração Japonesa no Brasil - Tem Pagode no Maru                                            | Mário Borriello                                        | 388,2  | -                   |
| 12   | São Clemente                          | O Clemente João VI no Rio: A Redescoberta do Brasil...                                                   | Milton Cunha, Mauro Quintaes e Fábio Santos            | 387,5  | -                   |

### Premiações
- Campeã do carnaval, a Beija-Flor recebeu três prêmios de melhor escola do ano. Salgueiro e Unidos da Tijuca receberam um prêmio cada.
- O samba-enredo da Imperatriz Leopoldinense, composto por Carlos Kind, Di Andrade, Jorge Arthur, Josimar e Valtenci, recebeu todos os prêmios do ano.
- A bateria Invocada da Grande Rio, dirigida por Mestre Odilon, recebeu duas premiações. As baterias de Imperatriz, Mocidade e Salgueiro receberam um prêmio cada.
- O casal de mestre-sala e porta-bandeira mais premiado foi Rogerinho e Marcella Alves, da Mocidade.
- A comissão de frente da Mocidade, coreografada por Fábio de Mello, recebeu a maioria dos prêmios.
- Luizinho Andanças, do Porto da Pedra, e Wantuir, da Unidos da Tijuca, foram os intérpretes mais premiados.

| Prêmios 2008          | Melhor Escola    | Samba-Enredo | Melhor Enredo    | Melhor Bateria | Mestre-Sala e Porta-Bandeira                  | Comissão de Frente | Melhor Intérprete         | Melhor Ala de Baianas | Melhor Carnavalesco         |
| --------------------- | ---------------- | ------------ | ---------------- | -------------- | --------------------------------------------- | ------------------ | ------------------------- | --------------------- | --------------------------- |
| Estandarte de Ouro    | Unidos da Tijuca | Imperatriz   | Imperatriz       | Salgueiro      | Rogerinho (Mocidade) e Ana Paula (Porto)      | Mocidade           | Bruno Ribas (Mocidade)    | Mocidade              | -                           |
| Estrela do Carnaval   | Salgueiro        | Imperatriz   | -                | Imperatriz     | Rogerinho e Marcella (Mocidade)               | Salgueiro          | Luizinho Andanças (Porto) | Unidos da Tijuca      | Alex de Souza (Vila Isabel) |
| Tamborim de Ouro      | Beija-Flor       | Imperatriz   | Portela          | Grande Rio     | Rogerinho e Marcella (Mocidade)               | Mocidade           | Wantuir (Tijuca)          | Mangueira             | -                           |
| Troféu Andarilho      | Beija-Flor       | Imperatriz   | Unidos da Tijuca | Mocidade       | Claudinho (Beija-Flor) e Marcella (Mocidade)  | Mocidade           | Wantuir (Tijuca)          | -                     | -                           |
| Troféu Rádio Manchete | Beija-Flor       | Imperatriz   | Unidos da Tijuca | Grande Rio     | Ronaldinho (Salgueiro) e Giovanna (Mangueira) | Unidos da Tijuca   | Luizinho Andanças (Porto) | Portela               | -                           |
| Plumas & Paetês       | -                | -            | -                | -              | -                                             | Mocidade           | -                         | -                     | Cahê Rodrigues (Portela)    |

### Desfile das Campeãs
O Desfile das Campeãs foi realizado a partir da noite do sábado, dia 9 de fevereiro de 2008, no Sambódromo da Marquês de Sapucaí. As seis primeiras colocadas do Grupo Especial desfilaram seguindo a ordem inversa de classificação.
| Ordem dos desfiles |
| 1. Imperatriz Leopoldinense 2. Unidos da Tijuca 3. Portela 4. Acadêmicos do Grande Rio 5. Acadêmicos do Salgueiro 6. Beija-Flor |

## Grupo A
O desfile do Grupo A (segunda divisão) foi organizado pela Associação das Escolas de Samba da Cidade do Rio de Janeiro e realizado a partir das 20 horas do sábado, dia 2 de fevereiro de 2008, no Sambódromo da Marquês de Sapucaí.
| Ordem dos desfiles |
| 1. Estácio de Sá 2. União da Ilha do Governador 3. Acadêmicos do Cubango 4. Lins Imperial 5. Império da Tijuca 6. Caprichosos de Pilares 7. Acadêmicos de Santa Cruz 8. Renascer de Jacarepaguá 9. Acadêmicos da Rocinha 10. Império Serrano |

Quesitos e julgadores

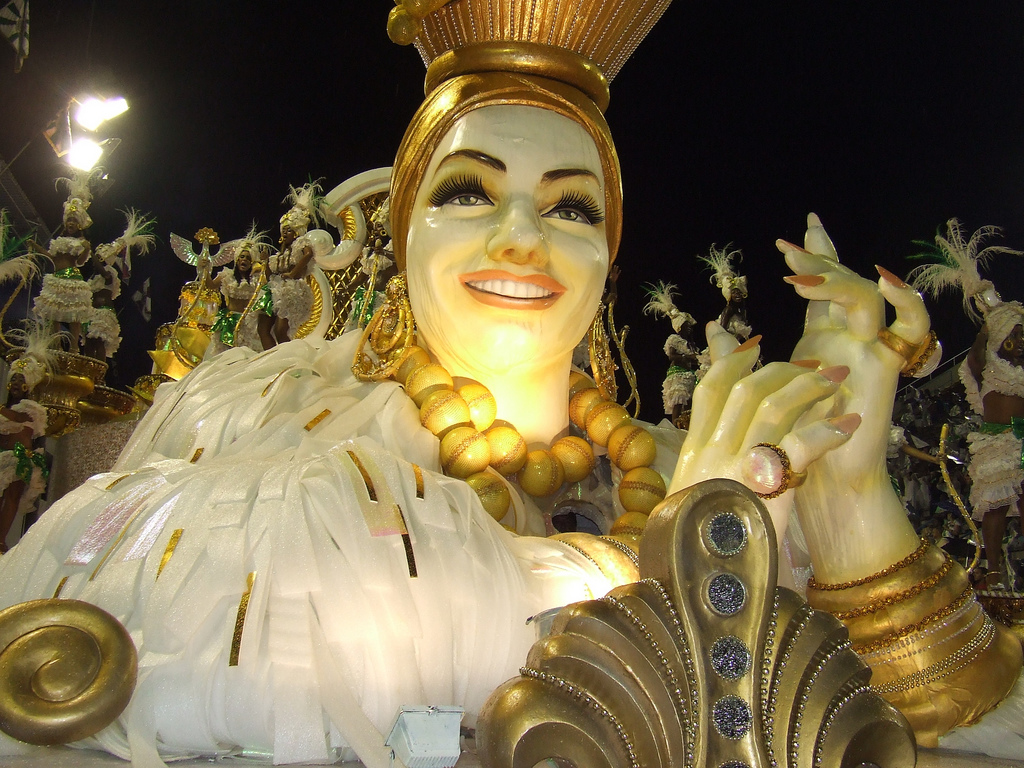
Carmen Miranda representada no carro abre-alas do Império Serrano em 2008. Escola venceu o Grupo A com desfile em homenagem à cantora.

Foram mantidos os oito quesitos de avaliação dos anos anteriores e a mesma quantidade de julgadores (quatro por quesito). Assim como no ano anterior, a coordenação dos julgadores ficou a cargo da Secretaria de Cultura da Prefeitura do Rio de Janeiro.
| Quesitos | Quesitos                     | Julgador 1             | Julgador 2        | Julgador 3               | Julgador 4                 | Suplentes            |
| -------- | ---------------------------- | ---------------------- | ----------------- | ------------------------ | -------------------------- | -------------------- |
|          | Mestre-Sala e Porta-Bandeira | Beatriz Paiva          | Flavia Meirelles  | Maria Lucia Galvão Souza | Lídia Laranjeira           | Camila Fersi         |
|          | Comissão de Frente           | Renata Diniz           | Leonel Brum       | Georgina Barbosa         | Beatriz Gonzáles Lagos     | Alexandre Franco     |
|          | Fantasias                    | Michelle Mouawad       | Ivana Curi        | André Mux                | Alessandra Migani (Alessa) | Marcos Barreto       |
|          | Alegorias e Adereços         | Maria Laura Cavalcanti | Sonia Salcedo     | Chang Chi Chai           | Ricardo Gomes Lima         | Ana Durães           |
|          | Enredo                       | Mônica Ramalho         | Paulo Vicente     | Hugo Sukman              | Jorge Brasil               | Marcelo Pacheco      |
|          | Conjunto Harmônico           | Leo Videla             | Beth Ferreira     | André Rola               | Schuma Schumaher           | Paulo Ferreira       |
|          | Samba-Enredo                 | Miguel Martins         | Paulo Malaguti    | Marvio Ciribelli         | Denise Krammer             | Suely Mesquita       |
|          | Bateria                      | Mário Sève             | Pascoal Meirelles | Eduardo Galotti          | Jovi Joviniano             | Ricardo Matos (Siri) |

### Classificação
Império Serrano confirmou o favoritismo e foi campeão, garantindo seu retorno ao Grupo Especial, de onde foi rebaixado no ano anterior. Foi o terceiro título do Império na segunda divisão. O desfile foi assinado pelo casal de carnavalescos Márcia Lage e Renato Lage. Márcia conquistou seu primeiro título na segunda divisão, enquanto Renato já havia sido campeão em 1980, com a Unidos da Tijuca. Última escola a desfilar, o Império se apresentou sob forte chuva e encerrou seu desfile com o dia clareando. A escola homenageou Carmen Miranda, morta em 1955. A cantora já havia sido tema de enredo do Império em 1972, quando a escola conquistou o título da primeira divisão.

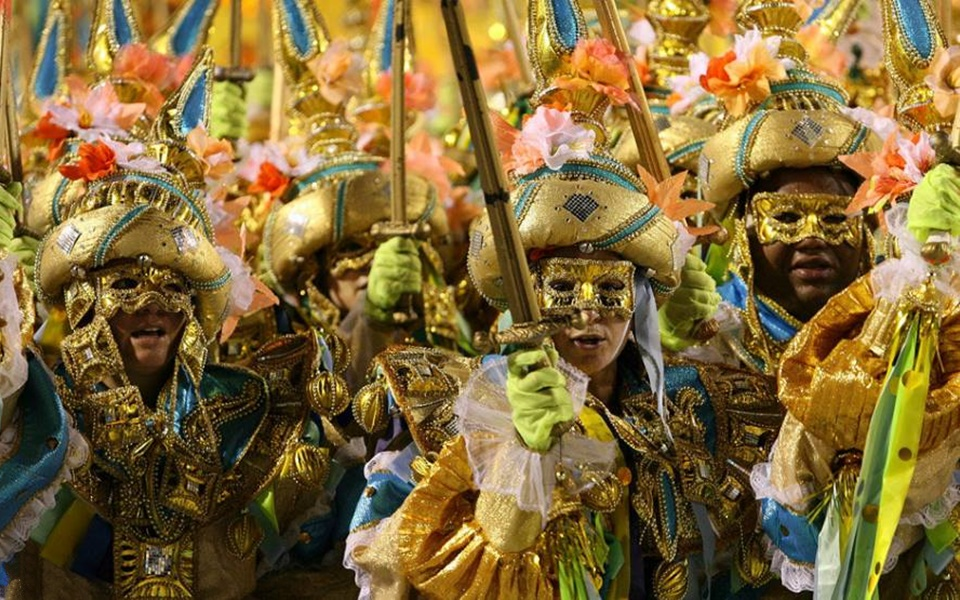
Desfile da Rocinha em 2008. Escola foi a vice-campeã do Grupo A.

Acadêmicos da Rocinha foi vice-campeã com um desfile sobre a região Nordeste do Brasil. Terceira colocada, Acadêmicos de Santa Cruz homenageou o município fluminense de Itaguaí. Renascer de Jacarepaguá se classificou em quarto lugar com enredo sobre os duzentos anos da transferência da Corte Portuguesa para o Brasil. União da Ilha do Governador foi a quinta colocada reeditando seu clássico samba-enredo de 1982, "É Hoje!". Com um desfile sobre o município fluminense de Itaboraí, a Caprichosos de Pilares se classificou em sexto lugar. Sétima colocada, a Estácio de Sá realizou um desfile sobre astrologia, oráculos e a previsão do futuro. Império da Tijuca foi a oitava colocada com um desfile sobre a chegada da família real portuguesa ao Brasil. Nona colocada, Acadêmicos do Cubango foi rebaixada após seis carnavais consecutivos no Grupo A. A escola prestou um tributo à Mercedes Baptista, a primeira bailarina negra do Theatro Municipal. Lins Imperial foi a última colocada com um desfile sobre D. João VI. A escola foi rebaixada de volta ao Grupo B, onde foi campeã no ano anterior.
| Legenda: Promovido ao Grupo Especial Rebaixadas para o Grupo B |

| Col. | Escola                      | Enredo                                                                                        | Carnavalesco(a)                                             | Pontos |
| ---- | --------------------------- | --------------------------------------------------------------------------------------------- | ----------------------------------------------------------- | ------ |
| 1    | Império Serrano             | Taí, Eu Fiz Tudo pra Você Gostar de Mim                                                       | Márcia Lage e Renato Lage                                   | 239,8  |
| 2    | Acadêmicos da Rocinha       | Rocinha É Minha Vida... Nordeste É Minha História                                             | Fábio Ricardo                                               | 239,1  |
| 3    | Acadêmicos de Santa Cruz    | Da Abertura dos Portos à Cidade do Porto, Itaguaí - Uma História Real                         | Fran Sérgio, Munir Nicolau, Ricardo Dennis e Rosele Nicolau | 238,9  |
| 4    | Renascer de Jacarepaguá     | É Chegado a Portugal o Tempo de Padecer, Se Te Oprime a Cruel França, Sorte Melhor Hás de Ter | Léo Morais e Sérgio Silva                                   | 238,5  |
| 5    | União da Ilha do Governador | É Hoje o Dia! (Reedição do próprio enredo de 1982)                                            | Jack Vasconcelos                                            | 238,4  |
| 6    | Caprichosos de Pilares      | De Santo Antônio de Sá ao Pólo Petroquímico, Itaboraí... Uma Terra Abençoada!                 | Lane Santana                                                | 237,9  |
| 7    | Estácio de Sá               | A História do Futuro                                                                          | Cid Carvalho                                                | 237,7  |
| 8    | Império da Tijuca           | Duzentos Anos da Corte Real nos Jardins da Família Imperial                                   | Sandro Gomes                                                | 234,7  |
| 9    | Acadêmicos do Cubango       | Mercedes Baptista, de Passo a Passo, Um Passo                                                 | Wagner Gonçalves                                            | 234,6  |
| 10   | Lins Imperial               | Apresento-lhes com Louvor, Meu Pai Querido, D. João VI                                        | Eduardo Gonçalves                                           | 234,6  |

### Premiações
Campeão do Grupo A, o Império Serrano recebeu a maioria das premiações.
| Prêmios 2008          | Melhor Escola   | Samba-Enredo    | Melhor Enredo   | Melhor Bateria  | Mestre-Sala e Porta-Bandeira                | Comissão de Frente | Melhor Intérprete      | Ala de Baianas  | Ala de Passistas  |
| --------------------- | --------------- | --------------- | --------------- | --------------- | ------------------------------------------- | ------------------ | ---------------------- | --------------- | ----------------- |
| Estandarte de Ouro    | Império Serrano | Cubango         | -               | -               | -                                           | -                  | -                      | -               | -                 |
| Estrela do Carnaval   | União da Ilha   | -               | -               | -               | -                                           | -                  | -                      | -               | -                 |
| S@mba-Net             | Império Serrano | Cubango         | Lins Imperial   | Império Serrano | Rogerinho e Pryscilla (Ilha)                | Caprichosos        | Zé Paulo (Caprichosos) | Império Serrano | Império da Tijuca |
| Troféu Andarilho      | Rocinha         | Cubango         | Império Serrano | Império Serrano | Toninho (Cubango) e Danielle (Imp. Serrano) | Caprichosos        | Zé Paulo (Caprichosos) | Renascer        | -                 |
| Troféu Jorge Lafond   | Império Serrano | Império Serrano | Império Serrano | Império Serrano | Daniel e Alessandra (Rocinha)               | Renascer           | Zé Paulo (Caprichosos) | Estácio         | União da Ilha     |
| Troféu Rádio Manchete | Império Serrano | Cubango         | -               | -               | -                                           | -                  | -                      | -               | -                 |

## Grupo B
O desfile do Grupo B (terceira divisão) foi organizado pela AESCRJ e realizado a partir da noite da terça-feira, dia 5 de fevereiro de 2008, no Sambódromo da Marquês de Sapucaí.
| Ordem dos desfiles |
| 1. União do Parque Curicica 2. Mocidade de Vicente de Carvalho 3. Arranco 4. União de Jacarepaguá 5. Unidos de Lucas 6. Inocentes de Belford Roxo 7. Alegria da Zona Sul 8. Paraíso do Tuiuti 9. Independente da Praça da Bandeira 10. Unidos de Padre Miguel 11. Sereno de Campo Grande 12. Vizinha Faladeira 13. Tradição 14. Boi da Ilha do Governador |

Quesitos e julgadores
Foram mantidos os oito quesitos de avaliação dos anos anteriores e a mesma quantidade de julgadores (quatro por quesito). Assim como no ano anterior, a coordenação dos julgadores ficou a cargo da Secretaria de Cultura da Prefeitura do Rio de Janeiro.
| Quesitos | Quesitos                     | Julgador 1          | Julgador 2           | Julgador 3          | Julgador 4       | Suplentes         |
| -------- | ---------------------------- | ------------------- | -------------------- | ------------------- | ---------------- | ----------------- |
|          | Mestre-Sala e Porta-Bandeira | Giselle Tápias      | Ana Paula Bouzas     | Camila Fersi        | Ricardo Lourenço | Lídia Laranjeira  |
|          | Comissão de Frente           | Ligia Tourinho      | Dora de Andrade      | Claudia Petrina     | Alexandre Franco | Georgia Barbosa   |
|          | Fantasias                    | Cristina Pape       | Maisa Jacobina       | Marcos Barreto      | Marcelus Pequeno | Ivana Curi        |
|          | Alegorias e Adereços         | Sandra Portto       | Ana Durães           | Wanyr Junior        | Leonardo Lattavo | Sonia Salcedo     |
|          | Enredo                       | Lia Vieira          | Marcelo Pacheco      | Daniela Name        | João Pedro Roriz | Mônica Ramalho    |
|          | Conjunto Harmônico           | José Ronaldo Muller | Léo Videla           | Paulo Ferreira      | Virginia Fraga   | Léo Videla        |
|          | Samba-Enredo                 | Suely Mesquita      | Sergio Sansão        | Bethi Albano        | Aloysio Neves    | Marvio Ciribelli  |
|          | Bateria                      | Marcelo Lopes       | Ricardo Matos (Siri) | Ronaldo do Bandolim | André Bonatte    | Pascoal Meirelles |

### Classificação
Inocentes de Belford Roxo foi a campeã, garantindo seu retorno ao Grupo A, de onde estava afastada desde 2004. A Inocentes realizou um desfile sobre o poder curativo das folhas, sobre a preservação das florestas e em exaltação à Ossain, o orixá das folhas sagradas e das ervas medicinais. Paraíso do Tuiuti conquistou o vice-campeonato com dois décimos de diferença para a campeã e também foi promovida ao Grupo A, de onde estava afastada desde 2005. A escola homenageou o centenário do cantor e compositor Cartola, morto em 1980.
| Legenda: Promovidas ao Grupo A Rebaixadas para o Grupo C |

| Col. | Escola                            | Enredo                                                                           | Carnavalesco(a)                     | Pontos |
| ---- | --------------------------------- | -------------------------------------------------------------------------------- | ----------------------------------- | ------ |
| 1    | Inocentes de Belford Roxo         | Ewe, a Cura Vem da Floresta                                                      | Jorge Caribé                        | 239,6  |
| 2    | Paraíso do Tuiuti                 | Cartola, Teu Cenário É Uma Beleza                                                | Eduardo Silva                       | 239,4  |
| 3    | Unidos de Padre Miguel            | No Reino das Águas de Olocun                                                     | Edson Pereira                       | 239,3  |
| 4    | Arranco                           | Andanças e Folias                                                                | Severo Luzardo                      | 238,9  |
| 5    | Alegria da Zona Sul               | Chegou o General da Banda! Albino Pinheiro, Alegria do Rio                       | Marco Antônio Falleiros             | 238,8  |
| 6    | Independente da Praça da Bandeira | Viagem Fantástica ao Mundo do Circo: Seja de Lona ou Social                      | Ricardo Paulino e Humberto Abrantes | 238,5  |
| 7    | Tradição                          | Isto Sim É a Tradição!                                                           | Orlando Júnior                      | 238,2  |
| 8    | Sereno de Campo Grande            | O Gigante Chamado Brasil                                                         | Rodrigo Mello e Adilson Pinto       | 238    |
| 9    | Boi da Ilha do Governador         | Gaia, a Reação da Mãe Terra - Uma História que Deve Ser Contada de Outra Maneira | Guilherme Alexandre                 | 237,9  |
| 10   | União de Jacarepaguá              | Miquié - 'Maca ê', Sou a Princesinha do Atlântico, Capital Macaé                 | Wagner de Almeida                   | 237,5  |
| 11   | União do Parque Curicica          | O Mundo Místico das Águas em Berço Esplêndido, Derrama ao Planeta o Seu Clamor!  | Flávio Alberto Campello             | 237,5  |
| 12   | Mocidade de Vicente de Carvalho   | Brasil, País Mulato                                                              | Antônio Carlos Cerezzo              | 235    |
| 13   | Vizinha Faladeira                 | Vizinha Faladeira no Brasil das Maravilhas                                       | Laerte Gullini                      | 234,3  |
| 14   | Unidos de Lucas                   | Piauí, Filho do Sol do Equador - Teresina, Terra do Sonho e do Amor              | Oziene Furtado                      | 232,9  |

### Premiações
| Prêmios 2008          | Melhor Escola       | Samba-Enredo        | Melhor Enredo       | Melhor Bateria      | Mestre-Sala e Porta-Bandeira           | Comissão de Frente  | Melhor Intérprete         | Ala de Baianas      | Ala de Passistas  |
| --------------------- | ------------------- | ------------------- | ------------------- | ------------------- | -------------------------------------- | ------------------- | ------------------------- | ------------------- | ----------------- |
| S@mba-Net             | Unidos de P. Miguel | Unidos de P. Miguel | Paraíso do Tuiuti   | Paraíso do Tuiuti   | PC e Roselane (Inocentes)              | Sereno              | Leléu (Praça da Bandeira) | Unidos de P. Miguel | Arranco           |
| Troféu Andarilho      | Unidos de P. Miguel | Paraíso do Tuiuti   | Unidos de P. Miguel | Arranco             | Hugo Luiz (UPM) e Roselane (Inocentes) | Parque Curicica     | Ciganerey (Tuiuti)        | Unidos de P. Miguel | -                 |
| Troféu Jorge Lafond   | Inocentes           | Paraíso do Tuiuti   | Inocentes           | Unidos de P. Miguel | Feliciano e Cristiane (Tuiuti)         | Unidos de P. Miguel | Edson Carvalho (UPM)      | Parque Curicica     | Praça da Bandeira |
| Troféu Rádio Manchete | Inocentes           | Paraíso do Tuiuti   | -                   | -                   | -                                      | -                   | -                         | -                   |                   |

## Grupo C
O desfile do Grupo C (quarta divisão) foi organizado pela AESCRJ e realizado a partir da noite do domingo, dia 3 de fevereiro de 2008, na Estrada Intendente Magalhães.
| Ordem dos desfiles |
| 1. Unidos do Cabuçu 2. Em Cima da Hora 3. Corações Unidos do Amarelinho 4. Unidos do Cabral 5. Unidos do Anil 6. Unidos do Jacarezinho 7. Difícil É o Nome 8. Acadêmicos do Dendê 9. Acadêmicos da Abolição 10. Arrastão de Cascadura 11. Flor da Mina do Andaraí 12. Leão de Nova Iguaçu 13. Unidos da Ponte 14. Acadêmicos de Vigário Geral |

Quesitos e julgadores
As escolas foram avaliadas em oito quesitos.
| Quesitos | Quesitos                     | Julgadores         | Julgadores        |
| -------- | ---------------------------- | ------------------ | ----------------- |
|          | Alegorias e Adereços         | Luis Augusto       | Ricardo Pereira   |
|          | Bateria                      | Fernando dos Anjos | Luiz Teles        |
|          | Comissão de Frente           | Selma Costa        | Valeria Almeida   |
|          | Conjunto Harmônico           | Gustavo Moreira    | Gustavo Moreira   |
|          | Enredo                       | Katia Cristina     | Luis Cesário      |
|          | Fantasias                    | Regina Celia       | Sonia Cristina    |
|          | Mestre-Sala e Porta-Bandeira | Camila Lopes       | Claudia Silva     |
|          | Samba-Enredo                 | Jose Ademir        | Maria Auxiliadora |

### Classificação
Unidos do Jacarezinho foi a campeã, garantindo seu retorno ao Grupo B, de onde estava afastada desde 2005. A escola prestou um tributo à escritora Maria Clara Machado, morta em 2001. Arrastão de Cascadura foi vice-campeã e também garantiu sua promoção ao Grupo B, de onde estava afastada desde 2000. A escola desfilou os duzentos anos da transferência da corte portuguesa para o Brasil e sua estadia no Paço de São Cristóvão, onde, posteriormente, foi instalado o Museu Nacional. Terceira colocada, a Corações Unidos do Amarelinho foi promovida ao Grupo B pela primeira vez em sua história. A escola apresentou um enredo sobre Olodumarê.
| Legenda: Promovidas ao Grupo B Rebaixadas para o Grupo D |

| Col. | Escola                        | Enredo                                                                      | Carnavalesco(a)                      | Pontos |
| ---- | ----------------------------- | --------------------------------------------------------------------------- | ------------------------------------ | ------ |
| 1    | Unidos do Jacarezinho         | A Visita do Jacarezinho ao Reino Encantado de Maria Clara Machado           | Eduardo Gonçalves e Carlos Feijó     | 160    |
| 2    | Arrastão de Cascadura         | Paço de São Cristóvão: Palácio Real ao Museu Nacional, 200 Anos de História | Ricardo Neto                         | 158,8  |
| 3    | Corações Unidos do Amarelinho | Olodumarê: das Profundezas da Terra ao Sopro da Vida                        | Sandro Gomes                         | 157,5  |
| 4    | Flor da Mina do Andaraí       | O Sonho não Vai Sucumbir, sou Costa do Sol, Herança de Zumbi!               | Diangelo Fernandes                   | 155,5  |
| 5    | Difícil É o Nome              | Os Cantos e Encantos da Terra - Mãe de Todas as Coisas!                     | Flávio Alberto Campello              | 155    |
| 6    | Acadêmicos do Dendê           | Lendas à Brasileira, com Sabor de Manga e Cheiro de Jasmim                  | Severo Luzardo                       | 154,7  |
| 7    | Acadêmicos da Abolição        | Do Papiro ao E-mail, a Abolição Mostra o Seu Papel na Avenida!              | Renata Caulliraux e Morgana Bastos   | 154,7  |
| 8    | Unidos do Cabral              | República de Angola, Seu Povo, Seus Costumes e Suas Tradições               | Guilherme Alexandre                  | 153,9  |
| 9    | Unidos da Ponte               | Sou Narcisista, Eu Sou! Quem Não É?                                         | Marcelo Andrade e Ricardo Paulino    | 152,8  |
| 10   | Unidos do Cabuçu              | Lendas e Costumes, o Tesouro Folclórico de Suas Regiões                     | Luiz Carlos Guimarães e Zé Alexandre | 152,4  |
| 11   | Acadêmicos de Vigário Geral   | Itam - A Saga dos Guerreiros da Terra                                       | Afonso Delone e Wilson Nascimento    | 152    |
| 12   | Em Cima da Hora               | Entre Pulgas e Piolhos... Assim Levaram Nossos Tesouros                     | Jorge Caribé                         | 151,6  |
| 13   | Leão de Nova Iguaçu           | O que É que a Ciata Tem                                                     | Gilberto Muniz                       | 151,1  |
| 14   | Unidos do Anil                | 200 Anos - A Chegada da Família Real Portuguesa no Rio Virou Carnaval       | Roberto Bezerra                      | 150,5  |

## Grupo D
O desfile do Grupo D (quinta divisão) foi organizado pela AESCRJ e realizado a partir da noite da segunda-feira, dia 4 de fevereiro de 2008, na Estrada Intendente Magalhães.
| Ordem dos desfiles |
| 1. Rosa de Ouro 2. Unidos da Vila Kennedy 3. Unidos da Villa Rica 4. Mocidade Unida do Santa Marta 5. Mocidade Independente de Inhaúma 6. Gato de Bonsucesso 7. União de Vaz Lobo 8. Unidos de Cosmos 9. Unidos de Manguinhos 10. Acadêmicos do Sossego 11. Unidos da Vila Santa Tereza 12. Unidos do Uraiti 13. Arame de Ricardo 14. Acadêmicos do Engenho da Rainha |

### Classificação
Acadêmicos do Sossego foi a campeã, garantindo seu retorno ao Grupo C, de onde estava afastada desde 2004. A escola realizou um enredo sobre o Brasil Colonial. Unidos de Manguinhos foi a vice-campeã com um desfile em homenagem ao músico Ivo Meirelles. A escola também garantiu sua promoção à quarta divisão, de onde estava afastada desde 1989. Terceira colocada, a Unidos de Cosmos fez uma auto-homenagem aos seus sessenta anos. A escola também foi promovida ao Grupo C, de onde estava afastada desde 1989.
| Legenda: Promovidas ao Grupo C Rebaixadas para o Grupo E |

| Col. | Escola                           | Enredo                                                                    | Carnavalesco(a)                 | Pontos |
| ---- | -------------------------------- | ------------------------------------------------------------------------- | ------------------------------- | ------ |
| 1    | Acadêmicos do Sossego            | A Corte do Samba e a Corte Real Apresentam o Brasil Colonial              | Almir Junior e Cahê Rodrigues   | 160    |
| 2    | Unidos de Manguinhos             | A Brasilidade Rítmica de Ivo Meirelles a Encantar o Samba de Manguinhos   | Leandro Soares                  | 156,3  |
| 3    | Unidos de Cosmos                 | O Sertão Carioca Está em Festa, Parabéns Cosmos, 60 Anos de Samba!        | Raphael Ladeira                 | 156,2  |
| 4    | Mocidade Independente de Inhaúma | O Astro Rei, o Sol que Ilumina o Meu Carnaval                             | Luiz Fernando                   | 155,6  |
| 5    | Unidos da Vila Kennedy           | A Corte de Uiara, Deusa das Águas, Vem Avisar que o Ouro Azul Pode Acabar | Fernando Lamour                 | 155,5  |
| 6    | Acadêmicos do Engenho da Rainha  | De Braços Abertos, o Engenho Embala a África em Berço Esplendido          | Waldo Rocha e Cláudio Calixto   | 154,9  |
| 7    | Mocidade Unida do Santa Marta    | Domingo de Sol na Quinta da Boa Vista                                     | Walmir Oliveira                 | 154,6  |
| 8    | Gato de Bonsucesso               | Delírios e Devaneios de Sua Alteza Real D. Maria Vai com as Outras        | Arthur Reiy e Renato Figueiredo | 154,1  |
| 9    | Unidos da Vila Santa Tereza      | Os Suburbanistas                                                          | Tereza Oliveira da Silva        | 153,9  |
| 10   | Arame de Ricardo                 | Pique Novo nos Braços do Povo                                             | César Gomes                     | 151,9  |
| 11   | Rosa de Ouro                     | As Sete Vertentes do Bem e do Mal                                         | Humberto Abrantes               | 149,6  |
| 12   | Unidos da Villa Rica             | Entre Armas e Flores, Vandré, o Anjo da Canção                            | Fábio Santos                    | 148    |
| 13   | União de Vaz Lobo                | Ó Abre-alas que o Vaz Lobo Vai Passar!                                    | Eduardo Pinho                   | 147,4  |
| 14   | Unidos do Uraiti                 | Terra Santa, Registros da Minha Gente                                     | Marcus Ferreira e Paula Costa   | 147    |

## Grupo E
O desfile do Grupo E (sexta divisão) foi organizado pela AESCRJ e realizado a partir da noite da terça-feira, dia 5 de fevereiro de 2008, na Estrada Intendente Magalhães.
| Ordem dos desfiles |
| 1. Unidos do Sacramento 2. Paraíso da Alvorada 3. Imperial de Morro Agudo 4. Infantes da Piedade 5. Mocidade Unida de Jacarepaguá 6. Boêmios de Inhaúma 7. Canários das Laranjeiras 8. Delírio da Zona Oeste |

### Classificação
Imperial de Morro Agudo foi a campeã, garantindo seu retorno ao Grupo D, de onde estava afastada desde 2004. A escola realizou um desfile sobre Ogum e a Cerveja. Mocidade Unida de Jacarepaguá foi a vice-campeã com um desfile sobre o centenário do cantor e compositor Cartola, morto em 1980. A escola também garantiu seu retorno ao Grupo D, de onde estava afastada desde 2005. Terceira colocada, a Delírio da Zona Oeste também foi promovida à quarta divisão, de onde estava afastada desde 2005. Unidos do Sacramento se classificou em quarto lugar com um desfile sobre o sábado e garantiu seu retorno ao Grupo D, de onde foi rebaixada no ano anterior. Última colocada, a Canários das Laranjeiras foi suspensa de desfilar por um ano. A escola foi penalizada em dois pontos por não apresentar a quantidade mínima de componentes exigida pelo regulamento.
| Legenda: Promovidas ao Grupo D Suspensa |

| Col. | Escola                        | Enredo                                                                                | Carnavalesco(a)                                    | Pontos |
| ---- | ----------------------------- | ------------------------------------------------------------------------------------- | -------------------------------------------------- | ------ |
| 1    | Imperial de Morro Agudo       | A Viagem Fantástica de Ogum Guerreiro ao Inebriante Universo da Cerveja               | Juninho                                            | 159,7  |
| 2    | Mocidade Unida de Jacarepaguá | Cartola, 100 Anos de História                                                         | Jhonson                                            | 156,3  |
| 3    | Delírio da Zona Oeste         | Yeye Omon Ejá e a Fé que Deságua no Mar                                               | Antônio Leonardo, Arthur Reiy e Carolina Dornelles | 153,2  |
| 4    | Unidos do Sacramento          | Por Ser Um Dia de Sábado                                                              | Almir Brandão, Beto Reis, Marines Dil e Antônio    | 152    |
| 5    | Infantes da Piedade           | Exaltação - Vida e Glória de Xangô da Mangueira                                       | Sereno Mattos                                      | 150,9  |
| 6    | Paraíso da Alvorada           | Só Deixo o Meu Cariri, no Último Pau-de-arara - Luiz Gonzaga                          | Agnaldo Corrêa                                     | 150    |
| 7    | Boêmios de Inhaúma            | Mãe Terra - O Índio, o Branco e o Negro. A Saga em Busca do Pote de Ouro. Primaverou! | Luiz Carlos do Valle e Willian Ribeiro             | 149,8  |
| 8    | Canários das Laranjeiras      | O Negro na História do Brasil                                                         | Cássio de Carvalho                                 | 149,1  |

## Blocos de enredo
Os desfiles foram organizado pela Federação dos Blocos Carnavalescos do Estado do Rio de Janeiro (FBCERJ).

### Grupo 1
O desfile do Grupo 1 foi realizado a partir das 20 horas do sábado, dia 2 de fevereiro de 2008, na Avenida Rio Branco.
| Ordem dos desfiles |
| 1. Unidos de Tubiacanga 2. Chatuba de Mesquita 3. Boca de Siri 4. Bloco do Barriga 5. Império do Gramacho 6. Raízes da Tijuca 7. Coroado de Jacarepaguá 8. Simpatia do Jardim Primavera 9. União da Ponte 10. Mocidade Unida de Manguariba |

#### Classificação
Boca de Siri foi o campeão. Últimos colocados, Império do Gramacho e Unidos de Tubiacanga foram rebaixados para o Grupo 2.
| Legenda: Campeão Rebaixados para o Grupo 2 |

| Col. | Bloco                        | Enredo                                                        | Carnavalesco(a)                   | Pontos |
| ---- | ---------------------------- | ------------------------------------------------------------- | --------------------------------- | ------ |
| 1    | Boca de Siri                 | Zumbi dos Palmares, o Líder Negro de Todas as Raças           | Valério Guidinelle                | 200    |
| 2    | Raízes da Tijuca             | Das Belas Artes, o Professor para Academia do Samba           | Sérgio Silva                      | 199    |
| 3    | União da Ponte               | O Berço da Civilização Brasileira                             | Isidro Cassilhas                  | 197    |
| 4    | Chatuba de Mesquita          | Brasil, Folia de Norte a Sul                                  | Comissão de Carnaval              | 195    |
| 5    | Simpatia do Jardim Primavera | A Fina Flor da Malandragem                                    | Raphael Ladeira                   | 194    |
| 6    | Bloco do Barriga             | A Luz do Poeta - Candeia                                      | Elmo Evangelista                  | 189    |
| 7    | Coroado de Jacarepaguá       | Estação Primeira, Samba e Carnaval                            | Comissão de Carnaval              | 186    |
| 8    | Mocidade Unida de Manguariba | Sou Manguariba, sou Nordeste! Nesta Festa sou Cabra da Peste! | Galileu Santos e Cláudio Fontes   | 186    |
| 9    | Império do Gramacho          | As Mãos e os Pés que Construíram o Brasil                     | Comissão de Carnaval              | 184    |
| 10   | Unidos de Tubiacanga         | O Mestre dos Mestres: Odilon é Dez!                           | Josimar Santos e Nagib M. Estrela | 166    |

### Grupo 2
O desfile do Grupo 2 foi realizado a partir das 20 horas do sábado, dia 2 de fevereiro de 2008, na Estrada Intendente Magalhães, em Campinho.
| Ordem dos desfiles |
| 1. Esperança de Nova Campina 2. Tradição Barreirense de Mesquita 3. Favo de Acari 4. Sorriso de Criança 5. Magnatas de Engenheiro Pedreira 6. Bloco do China 7. Flor da Primavera 8. Tigre de Bonsucesso 9. Falcão Dourado 10. Novo Horizonte |

#### Classificação
Favo de Acari foi o campeão e, no ano seguinte, desfilou como escola de samba, no Grupo RJ-4. Flor da Primavera e Tradição Barreirense de Mesquita foram promovidos ao Grupo 1 dos blocos.
| Legenda: Promovidos ao Grupo 1 Rebaixados para o Grupo 3 |

| Col. | Bloco                            | Enredo                                                                        | Carnavalesco(a)               | Pontos |
| ---- | -------------------------------- | ----------------------------------------------------------------------------- | ----------------------------- | ------ |
| 1    | Favo de Acari                    | Acari Pede Paz, Violência não Tem Vez, em Verde, Rosa e Ouro, Alertamos Vocês | Nelson Costa                  | 202    |
| 2    | Flor da Primavera                | O Sonho de Um Novo Amanhecer                                                  | Comissão de Carnaval          | 202    |
| 3    | Tradição Barreirense de Mesquita | Resistência de Uma Raça                                                       | Osmar Costa e Gilberto Barros | 198    |
| 4    | Bloco do China                   | A Lenda de Guaraci                                                            | Zezé de Oyá e Jorge D’Oxóssi  | 198    |
| 5    | Falcão Dourado                   | Isso Sim É Carnaval                                                           | Comissão de Carnaval          | 190    |
| 6    | Tigre de Bonsucesso              | O Tigre Hoje É Melodia e Aroldo Melodia, Bonsucesso com União É só Alegria    | Nivaldo da Silva              | 190    |
| 7    | Novo Horizonte                   | A Magia do Circo                                                              | Antônio Carlos Cerezzo        | 187    |
| 8    | Magnatas de Engenheiro Pedreira  | O Canto dos Ancestrais, encanto de todos nós - Os Orixás                      | João Paulo da Rocha Santos    | 179    |
| 9    | Esperança de Nova Campina        | Madureira um Rio de Beleza                                                    | Comissão de Carnaval          | 173    |
| 10   | Sorriso de Criança               | Mãe Preta!                                                                    | Adilson Correia               | 154    |

### Grupo 3
O desfile do Grupo 3 foi realizado a partir das 20 horas do sábado, dia 2 de fevereiro de 2008, na Rua Cardoso de Morais, em Bonsucesso.
| Ordem dos desfiles |
| 1. Fonte Folia 2. Unidos das Vargens 3. Unidos da Laureano 4. Colibri de Mesquita 5. Grilo de Bangu 6. Amizade da Água Branca 7. Unidos de Parada Angélica 8. Cometas do Bispo 9. Roda Quem Pode 10. Mocidade Unida da Mineira 11. Chora na Rampa |

#### Classificação
Mocidade Unida da Mineira foi o campeão, sendo promovido ao Grupo 2 junto com Roda Quem Pode e Unidos das Vargens. Fonte Folia foi desclassificado por desfilar fora da ordem definida.
| Legenda: Promovidos ao Grupo 2 |

| Col. | Bloco                     | Enredo                                                                   | Carnavalesco(a)                      | Pontos                      |
| ---- | ------------------------- | ------------------------------------------------------------------------ | ------------------------------------ | --------------------------- |
| 1    | Mocidade Unida da Mineira | De Janeiro a Janeiro, o Rio é Samba, Calor e Alegria                     | Oziene Furtado e David Higino        | 102                         |
| 2    | Roda Quem Pode            | Do Passado Seguimos a Lenda                                              | Comissão de Carnaval                 | 101                         |
| 3    | Unidos das Vargens        | Na Dor ou na Alegria Sou Carioca, Sou Folia                              | Paulo César Alves                    | 100                         |
| 4    | Grilo de Bangu            | Cultura de Um Povo e Suas Tradições                                      | Christiano Silveira                  | 100                         |
| 5    | Unidos de Parada Angélica | Fernando de Noronha, a Esmeralda do Atlântico                            | Almir Gomes da Costa                 | 100                         |
| 6    | Cometas do Bispo          | As Primaveras de Casimiro de Abreu                                       | Wanderlei Jorge Euzébio da Silva     | 100                         |
| 7    | Amizade da Água Branca    | Domingo Carioca                                                          | Comissão de Carnaval                 | 99                          |
| 8    | Chora na Rampa            | Muito Frango e Carnaval na Corte de D. João, Rei do Brasil e de Portugal | Carlos Eduardo Martins Costa Medanha | 96                          |
| 9    | Colibri de Mesquita       | Festa de Interior                                                        | Comissão de Carnaval                 | 92                          |
| 10   | Unidos da Laureano        | Máscaras: o Sagrado, o Profano, a Ilusão                                 | Alex Rodrigues                       | 84                          |
| 11   | Fonte Folia               | Alô, Alô, Carmen Miranda                                                 | Didimo Coelho Ales                   | Desclassificado (Artigo 14) |